# پایگاه هوایی آبی اوبر لیک /نورث آو سیکستی
پایگاه هوایی آبی اوبر لیک /نورث آو سیکستی (به انگلیسی: Obre Lake/North of Sixty Water Aerodrome) یک فرودگاه خصوصی است که یک باند فرود آب دارد. این فرودگاه در کشور کانادا قرار دارد و در ارتفاع ۳۵۱ متری از سطح دریا واقع شده‌است.